# Rachelle Lefèvre
Rachelle Marie Lefèvre (Montreal, Quebec, 1 de Fevereiro de 1979) é uma atriz canadense. Ficou conhecida em 2008 ao interpretar a vampira Victoria na franquia da saga Crepúsculo. Ela também interpretou Stacey Hanson em Big Wolf on Campus, Olivia Callaway em Charmed, Heather em What About Brian e Annie Isles na 5ª temporada de Undressed. De acordo com o jornal The Hollywood Reporter, Lefevre foi escalada como a protagonista do seriado Life on Mars de David E. Kelley. De 2013 a 2015, Lefèvre protagonizou Under the Dome. Nesta série, a atriz interpretou a personagem Julia Shumway, uma repórter da cidade de Chester's Mill que se relaciona com Dale "Barbie" Barbara (Mike Vogel). Na vigésima primeira temporada e episódio 2 da série Law and Order  ela interpretou a Nina Ellis. Foi ao ar em 03 de março de 2022.

## Filmografia

### Televisão
| Ano       | Título                | Papel                 |
| --------- | --------------------- | --------------------- |
| 2021      | Law & Order           | Nina Ellis            |
| 2019      | Proven Innocent       | Madeline Scott        |
| 2013-2015 | Under the Dome        | Julia Shumway         |
| 2011      | A Gifted Man          | Kate Sykora           |
| 2011      | Off The Map           | Ryan Clark            |
| 2009      | The Deep End          | Katie Campbell        |
| 2008      | The Summit            | Leonie Adderly        |
| 2007      | Life on Mars          | Det. Annie Cartwright |
| 2007      | CSI: NY               | Devon Maxford         |
| 2007      | The Closer            | Michelle Morgan       |
| 2007      | How I Met Your Mother | Sarah                 |
| 2007      | What About Brian      | Heather               |
| 2006      | The Class             | Suellen               |
| 2006      | Veronica Mars         | Marjorie              |
| 2006      | Four Kings            | Lauren                |
| 2005      | Bones                 | Amy Morton            |
| 2005      | Life on a Stick       | Lily Ashton           |
| 2003      | Charmed               | Olivia Callaway       |
| 2003      | Largo Winch           | Catarina              |
| 2002      | Undressed             | Annie Isles           |
| 2002      | Bliss                 | Marnie                |
| 1999      | Big Wolf on Campus    | Stacey Hanson         |

### Cinema
| Ano  | Título                          | Papel             |
| ---- | ------------------------------- | ----------------- |
| 2014 | Reclaim                         | Shannon           |
| 2013 | White House Down                | Melanie           |
| 2013 | Homefront                       | Susan Hatch       |
| 2011 | The Caller                      | Mary              |
| 2010 | Barney's Vision                 | Clara             |
| 2009 | Casino Jack                     | Emily             |
| 2009 | New Moon                        | Victoria          |
| 2008 | Twilight                        | Victoria          |
| 2007 | American Summer                 | Laura             |
| 2007 | Prom Wars                       | Sabina            |
| 2007 | Fugitive Pieces                 | Naomi             |
| 2007 | Have you seen me                | Elsa              |
| 2007 | Suffering Man's Charity         | Elaine            |
| 2005 | The River King                  | Carlin Leander    |
| 2004 | Noel                            | Holly             |
| 2004 | Head in the Clouds              | Alice             |
| 2004 | The Big Thing                   | Sarah             |
| 2003 | Hatley High                     | Hyacinthe Marquez |
| 2002 | Confessions of a Dangerous Mind | Tuvia             |
| 2002 | Abandon                         | Eager Beaver      |
| 2001 | Dead Awake                      | Randi Baum        |
| 2001 | Life in the Balance             | Kristy Carswell   |
| 2000 | Stardom                         | Catherine         |